# 翼城站
翼城站是一个侯月线上的铁路车站，位于山西省翼城县唐兴镇，建于1969年，目前为四等站，邮政编码为043500。目前客运：办理旅客乘降；行李、包裹托运；货运：办理整车货物发到。